# Анавгай (река)
Анавгай — река в России, на полуострове Камчатка.
Протекает по территории Быстринского района Камчатского края, в пределах Быстринского природного парка. В устье находится посёлок Анавгай.
Длина реки — 60 км, площадь бассейна 1170 км². Берёт истоки с восточных склонов Срединного хребта. Впадает в Быструю слева.
В долине реки Анавгай, в её среднем течении у северного склона сопки Чемпура расположены одноимённые горячие источники.
Название вероятно произошло от горы Ванавӈай, что в переводе с чукот. означает «смоляная гора». Это связано с тем, что здесь произрастает множество лиственниц, из которых аборигены добывали смолу, используемую ими как жвачку.